# Герхард VI (Холщайн-Рендсбург)
Герхард VI (на немски: Gerhard VI; * 1367, † 4 август 1404) е херцог на Шлезвиг-Холщайн (1386 – 1404) и граф на Холщайн-Рендсбург (1403 – 1404).

## Живот
Той е най-големият син на граф Хайнрих Железния (1317 – 1384) от Холщайн-Рендсбург от Рендсбургската линия на Дом Шауенбург и втората му съпруга Ингеборг (1340 – 1395), дъщеря на Албрехт II, херцог на Мекленбург-Шверин (1318 – 1379).
Малко след смъртта на баща му, заради успехите на дядо му Герхард III Велики (1293 – 1340), Герхард VI получава на 15 септември 1386 г. наследствено Херцогство Шлезвиг от датския крал Олав II. След измирането на линията Холщайн-Пльон на Шауенбургите през 1390 г. и на линията Холщайн-Кил той успява да получи през 1403 г. техните територии в Холщайн с изключение на Холщайн-Пинеберг. Така той управлява Графство Холщайн и Херцогство Шлезвиг.
Герхард VI пада убит в битка на Хаме на 4 август 1404 г., когато прави опит да покори регион Дитмаршен.

## Фамилия
Герхард VI се жени през 1391 г. за Катарина Елизабет фон Брауншвайг-Люнебург (* 1385, † сл. 1423), най-възрастната дъщеря на херцог Магнус II от Брауншвайг-Люнебург († 1373) и съпругата му Катарина фон Анхалт-Бернбург († 30 януари 1390), дъщеря на княз Бернхард III от Анхалт († 1348) и Агнес от Саксония-Витенберг († 4 януари 1338). Двамата имат децата:
- Хайнрих IV (* 1397, † 1427), херцог на Шлезвиг и граф на Холщайн
- Ингеборг (* 1398, † 1465), абтиса на Вадстена
- Хайлвиг (* 1400, † 1436), омъжена от 1423 г. за граф Дитрих фон Олденбург († 1440), майка на Кристиан I, крал на Дания
- Адолф VIII (* 1401, † 1459), херцог на Шлезвиг и граф на Холщайн
- Герхард VII (* 1404, † 1433), херцог на Шлезвиг и граф на Холщайн